# Walther Vanden Ende
Walther Vanden Ende (Brugge, 29 juni 1947) is een Belgisch director of photography.
Hij studeerde in 1968 af aan de beeld opleiding van het Brusselse Hoger Rijksinstituut voor Toneel en Cultuurspreiding (toen HRITCS, nu het RITCS). Zijn carrière, die hij startte als assistent-cameraman, leest als een staalkaart van de Belgische film van het einde van de 20e eeuw, met Vanden Ende als director of photography voor films als De Witte van Sichem van Robbe De Hert, De Leeuw van Vlaanderen van Hugo Claus, Toto le héros en Le Huitième Jour beide van Jaco Van Dormael, Daens van Stijn Coninx en Taxandria van Raoul Servais.

## Selectie van films
- 1975: Dood van een non van Paul Collet en Pierre Drouot
- 1975: Verbrande Brug van Guido Henderickx
- 1975: Pierre van Jan Decorte
- 1979: De proefkonijnen van Guido Henderickx
- 1980: Hellegat van Patrick Lebon
- 1980: De Witte van Sichem van Robbe De Hert
- 1981: Brugge, die stille van Roland Verhavert
- 1983: Zaman van Patrick Lebon
- 1984: De Leeuw van Vlaanderen van Hugo Claus
- 1985: Dust van Marion Hänsel
- 1987: Urs al-jalil (Noce en Galilée) van Michel Khleifi
- 1987: Falsch van Jean-Pierre en Luc Dardenne
- 1988: Le Maître de musique van Gérard Corbiau
- 1990: Sailors Don't Cry van Marc Didden
- 1991: Toto le héros van Jaco Van Dormael
- 1992: Daens van Stijn Coninx
- 1993: Oeroeg van Hans Hylkema
- 1994: Farinelli van Gérard Corbiau
- 1994: Taxandria van Raoul Servais
- 1996: Le Huitième Jour van Jaco Van Dormael
- 1998: Left Luggage van Jeroen Krabbé
- 2001: No Man's Land van Danis Tanović
- 2001: Minoes van Vincent Bal
- 2002: Science Fiction van Danny Deprez
- 2003: Verder dan de maan van Stijn Coninx
- 2004: 25 degrés en hiver van Stéphane Vuillet
- 2005: Joyeux Noël van Christian Carion
- 2006: Si le vent soulève les sables van Marion Hänsel
- 2009: L'affaire Farewell van Christian Carion
- 2010: Cirkus Columbia van Danis Tanović
- 2011: Sonny Boy van Maria Peters

## Erkenning
Vanden Ende was drievoudig winnaar van de Joseph Plateauprijs Beste Belgische cinematografie. In 1987 kreeg hij die voor Dust, in 1988 voor Noce En Galilée en in 1989 voor Sailors don't cry. In 1991 was hij de laureaat bij de 4e Europese Filmprijzen Beste Cinematografie voor Toto le héros van Jaco Van Dormael.
In 2005 was hij een van de drie genomineerden voor de Vlaamse Cultuurprijs voor Film.
- Biblioteca Nacional de España: XX1319877
- Gemeinsame Normdatei: 135544041
- International Standard Name Identifier: 0000 0000 7825 2102
- Library of Congress Control Number: no2003091732
- Nationale Bibliotheek van Tsjechië: xx0158089
- Nationale Bibliotheek van Israël: 987007442634905171
- Système universitaire de documentation: 066272246
- Virtual International Authority File: 87097959
- WorldCat: E39PBJkXpkc3kypWvq6trk8wG3